# Tropaeolum majus
Il nasturzio (Tropaeolum majus L., 1753) è una pianta della famiglia Tropaeolaceae, originaria del Perù.
Nel Seicento, la pianta fu importata dagli europei ed anche utilizzata contro la carenza di vitamina C (scorbuto). Al nasturzio sono oggi attribuite, in erboristeria, proprietà antibatteriche.

## Etimologia
Il nome scientifico Tropaeolum majus, utilizzato per la prima volta all'interno dell'opera Species Plantarum (1: 345) di Linneo nel 1753, deriva da due termini della lingua latina: 

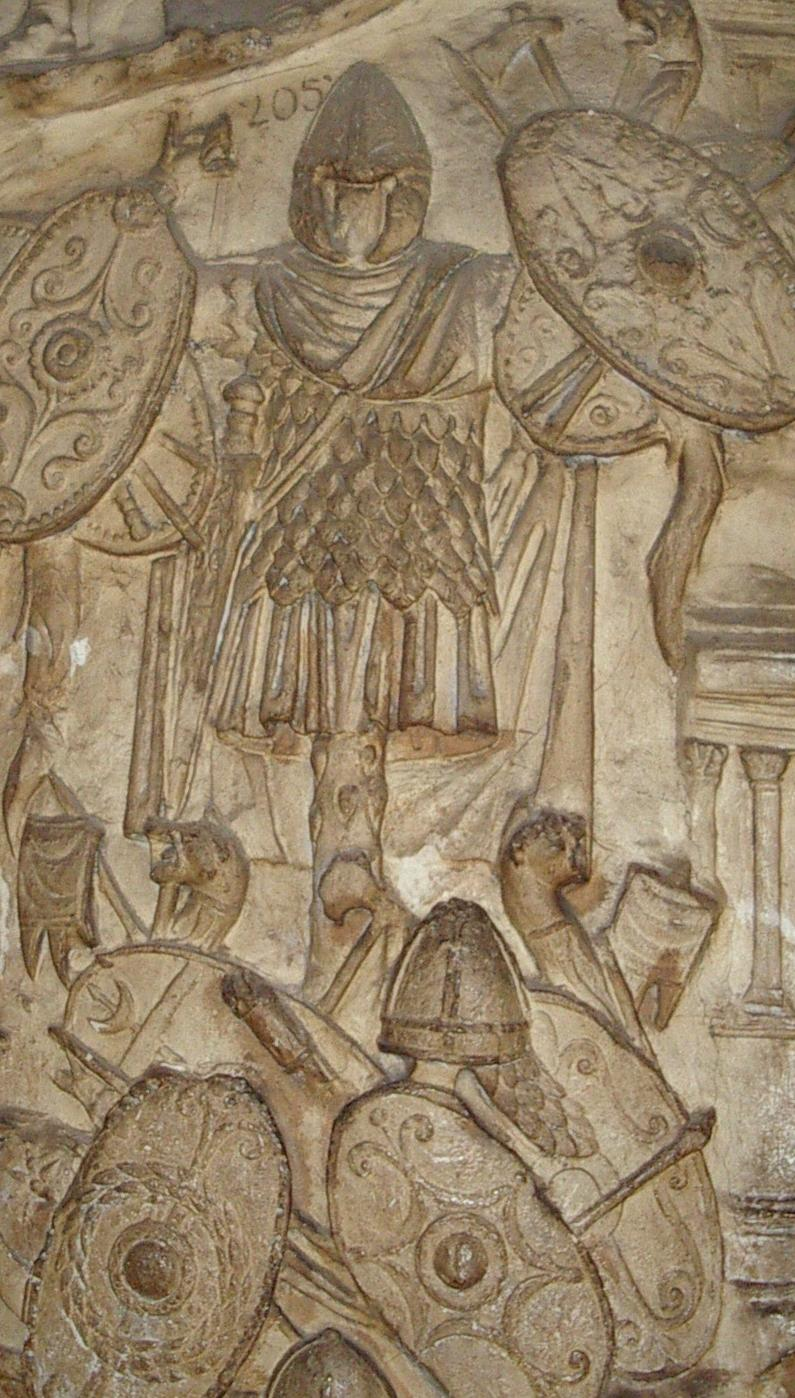
Un tropaeum Romano delle guerre Daciche (Colonna Traiana 113 d.C.).

- tropaeum, (dal greco antico "τρόπαιον", pronuncia: [tròpaion]), sostantivo da cui deriva il termine trofeo, che nell'Antica Roma corrispondeva alle armature e agli scudi dei nemici sconfitti appesi su un albero  (il modo con cui la pianta cresce su un sostegno, ricorda un tropaeum in miniatura);

- majus, aggettivo ed epiteto latino che significa "il più grande".

Invece, il nome generico di questa pianta, ovvero nasturzio, deriva dal sostantivo latino nasturtium, interpretato da Varrone e poi da Plinio come un composto del sostantivo nasus e del sostantivo tormentum. In origine, questo termine si riferiva al crescione per via dell'odore e del sapore piccante, ed è stato soltanto in seguito che, con la scoperta di questa pianta nell'America meridionale, Linneo attribuì alla pianta questo termine per via delle caratteristiche simili a quelle del crescione.
Nat. hist. XIX, 155: «nomen accepit a narium tormento»             

(Plinio il Vecchio)

## Storia
I gesuiti introdussero la pianta dal Perù all'Europa soltanto a partire dal XVI secolo, attestandone l'uso culinario sia delle foglie che dei fiori. In origine, il nasturzio era conosciuto con il nome di texao, crescione delle Indie, crescione del Perù o cappuccio di monaco (in maniera del tutto analoga all'aconito napello). Il botanico Dodoens fu uno dei primi a coltivare e a studiare questa pianta nel suo giardino dal 1600 in poi. Negli altopiani della Bolivia e nell'area andina, in seguito, fu scoperta una nuova specie imparentata col nasturzio dalle caratteristiche molto simili, ovvero il Tropaeolum tuberosum: questa pianta produce tuberi dalle dimensioni di una castagna, presenta fiori di un bel colore cremisi, e non supera i 50 cm. I tuberi della pianta hanno un sapore aspro molto forte che ricorda quello del nasturzio. Nei paesi dell'America latina la pianta del nasturzio è un alimento piuttosto comune e consumato: non a caso, infatti, il fiore di questa pianta è il simbolo della città di Arequipa, situata nel sud del Perù.

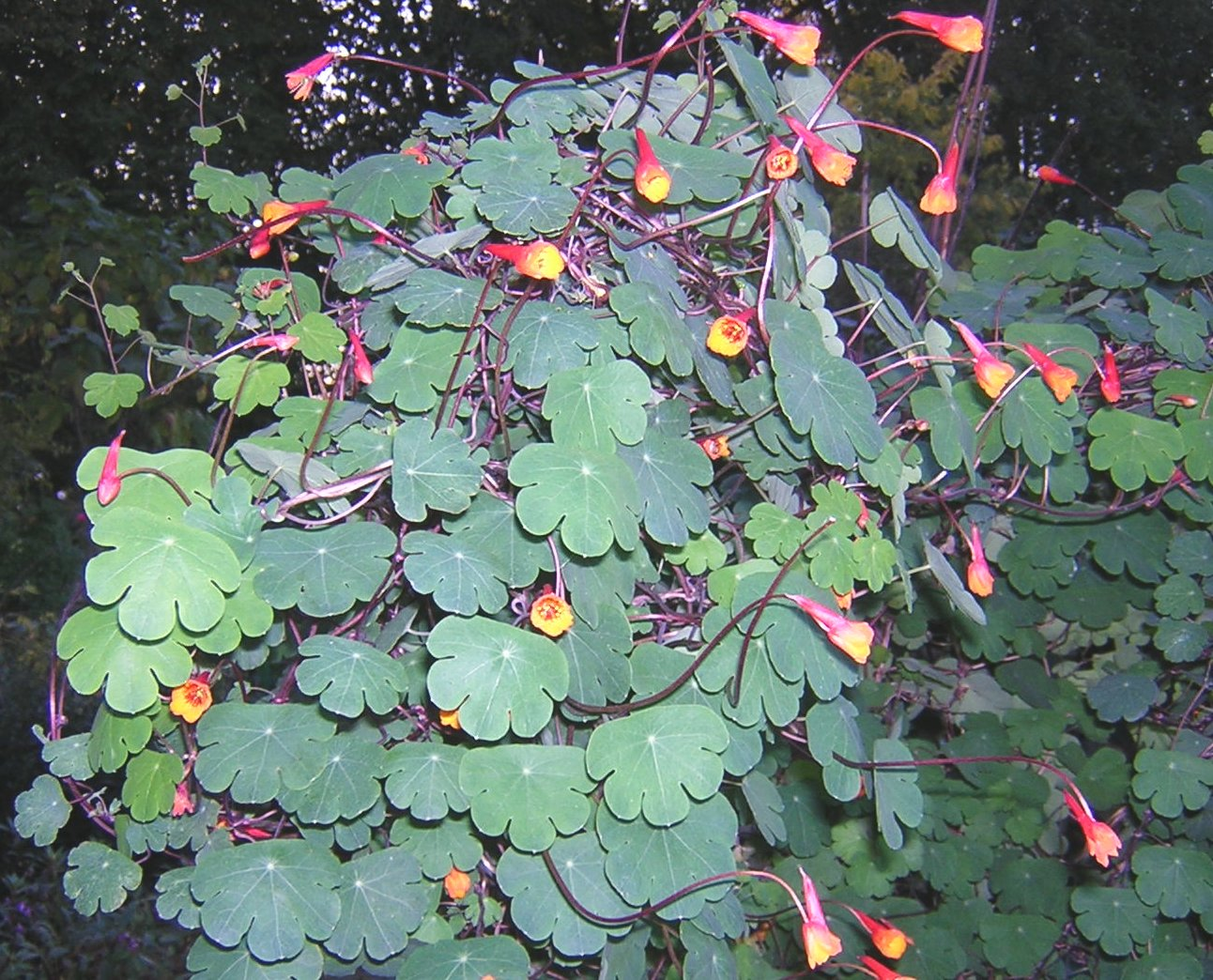
Il Tropaeolum tuberosum, specie strettamente imparentata al nasturzio, fu classificata nel 1802 dai botanici Ruìz e Pavòn.

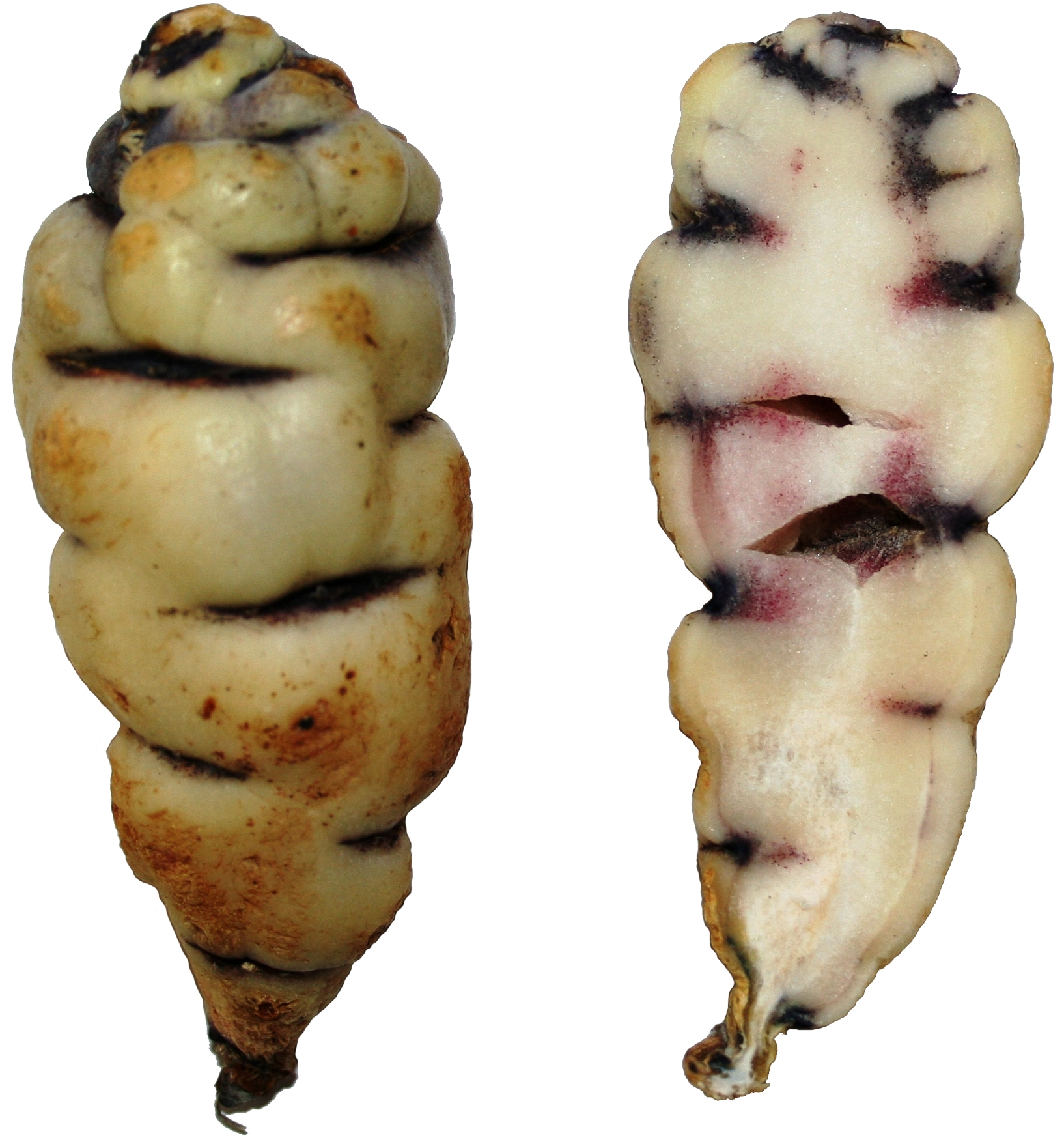
Tuberi del Tropaeolum tuberosum.

## Distribuzione e habitat
La specie è perenne in Sudamerica, ma la si può trovare anche in Europa  soprattutto come pianta ornamentale tra il periodo di marzo e quello settembre, in quanto è piuttosto sensibile al gelo. Ciononostante, è possibile incontrarla anche allo stato selvatico presso le zone della macchia mediterranea (Liguria, Italia Centro-Meridionale, Albania, Grecia, Spagna Meridionale ecc.), dove è riuscita a stabilirsi grazie alla sua adattabilità (la si può incontrare anche presso i cigli delle strade), e ad alcune caratteristiche comuni tra il clima mediterraneo e quello tropicale. 

## Descrizione
I suoi fiori sono apprezzati per il valore ornamentale: sono di diversi colori compresi tra il crema, il giallo, l'arancione ed il rosso. Il nasturzio apprezza una posizione soleggiata ed un terreno non troppo ricco. È usato come pianta pendente, strisciante o rampicante. Attualmente ne esistono due varietà: quella nana e quella rampicante. La varietà nana si adatta meglio nei vasi e cresce di meno rispetto a quella rampicante che invece cresce di più e necessita di un vaso di dimensioni medio-grande.

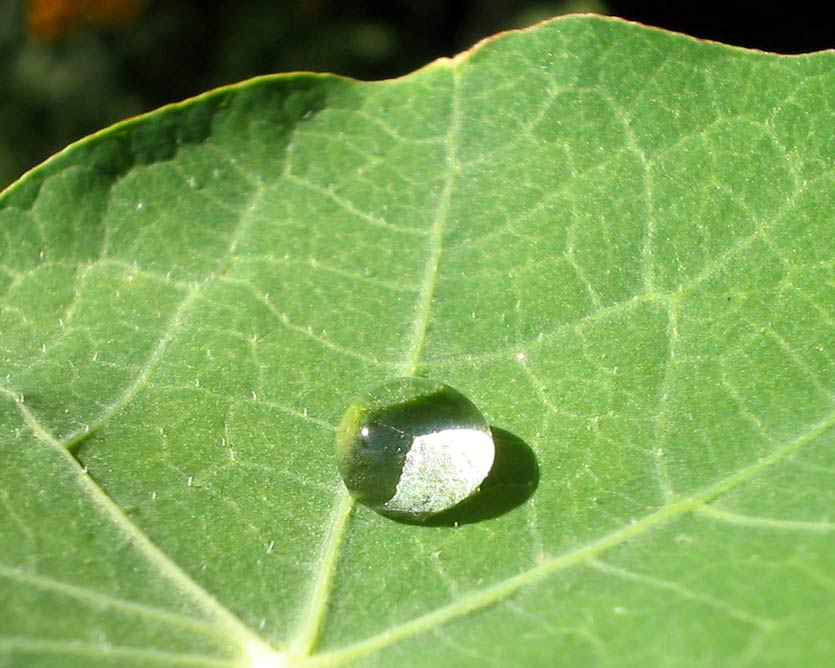
Effetto loto su foglia di nasturzio.

Una particolarità botanica del nasturzio sta senz'altro nella capacità idrorepellente delle foglie: infatti, l'acqua che arriva in contatto con le piante non le bagna, ma forma dei goccioloni che rotolano sul lembo della foglia fino a cadere: si tratta del cosiddetto effetto loto (osservato appunto anche nel fiore di loto).

## Impatto Ambientale
A causa della sua elevata adattabilità e propagazione, questa pianta va ad oggi considerata come una specie invasiva in Europa, poiché ostacola la crescita di altre piante autoctone che vivono soprattutto nelle zone umide mediterranee sotto piante come l'Arundo donax o la Phragmites australis: per esempio la Potentilla reptans, il Lycopus europaeus, oppure la Carex hirta, sono degli esempi di specie che entrano in forte competizione con questa pianta. Inoltre, sono un'ottima fonte di nutrimento per i bruchi della farfalla Pieris brassicae, ovvero la comune cavolaia, che può deporre le sue uova proprio su questa pianta: infatti, sebbene il nasturzio sia geneticamente molto distante dalle piante del genere Brassica, la linfa di questa pianta è soprattutto a base di zolfo (glucosinolati), tipo di zucchero che attira molto questa farfalla. Di conseguenza, il nasturzio contribuisce in parte alla diffusione di questo lepidottero.

## Usi culinari

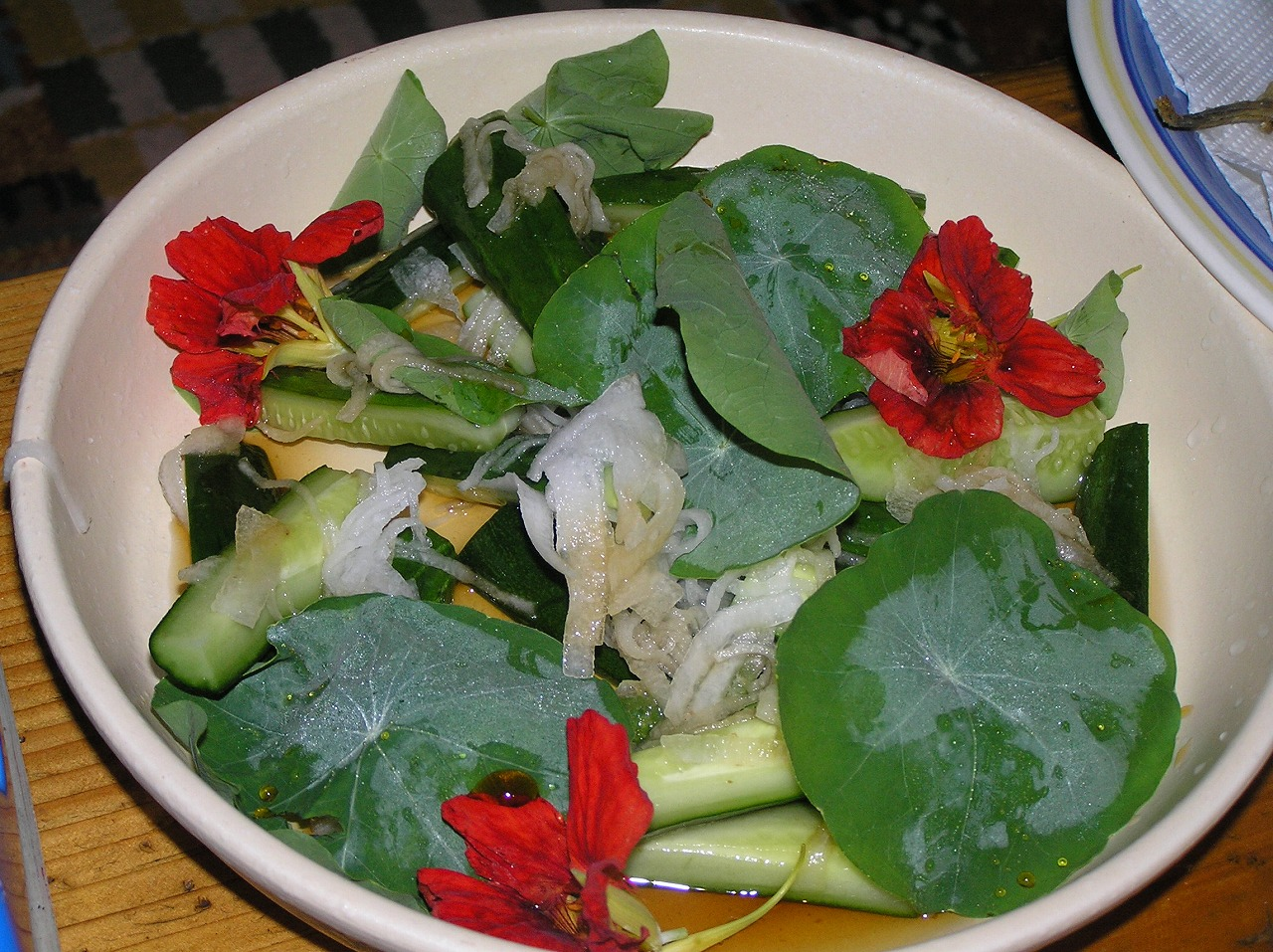
Insalata con fiori e foglie.

Tutte le parti della pianta sono commestibili, di sapore vagamente simile a quello del crescione, pianta della famiglia delle Cruciferae. La somiglianza nel sapore sta nel fatto che le Cruciferae e le Tropeolaceae sono due famiglie relativamente vicine tra di loro, anche per le sostanze chimiche che sono sintetizzate in queste piante. Il frutto del nasturzio, di sapore simile a quello di foglie e fiori, è usato talvolta come un surrogato del cappero,  anche se i pareri sulle qualità di questa pianta in gastronomia sono discordi. Le foglie sono utilizzate per insaporire i cibi, specie i primi piatti, dato il loro sapore leggermente piccante.
I fiori sono spesso utilizzati come ingrediente ornamentale per le insalate o come condimento per i piatti saltati in padella. Questi contengono circa 130 mg di vitamina C per 100 grammi, 
circa lo stesso ammontare contenuto nel prezzemolo. Inoltre, contengono fino a 45 mg di luteina per 100 grammi,
ovvero la maggiore quantità mai riscontrata in ogni pianta commestibile.

## Galleria d'immagini

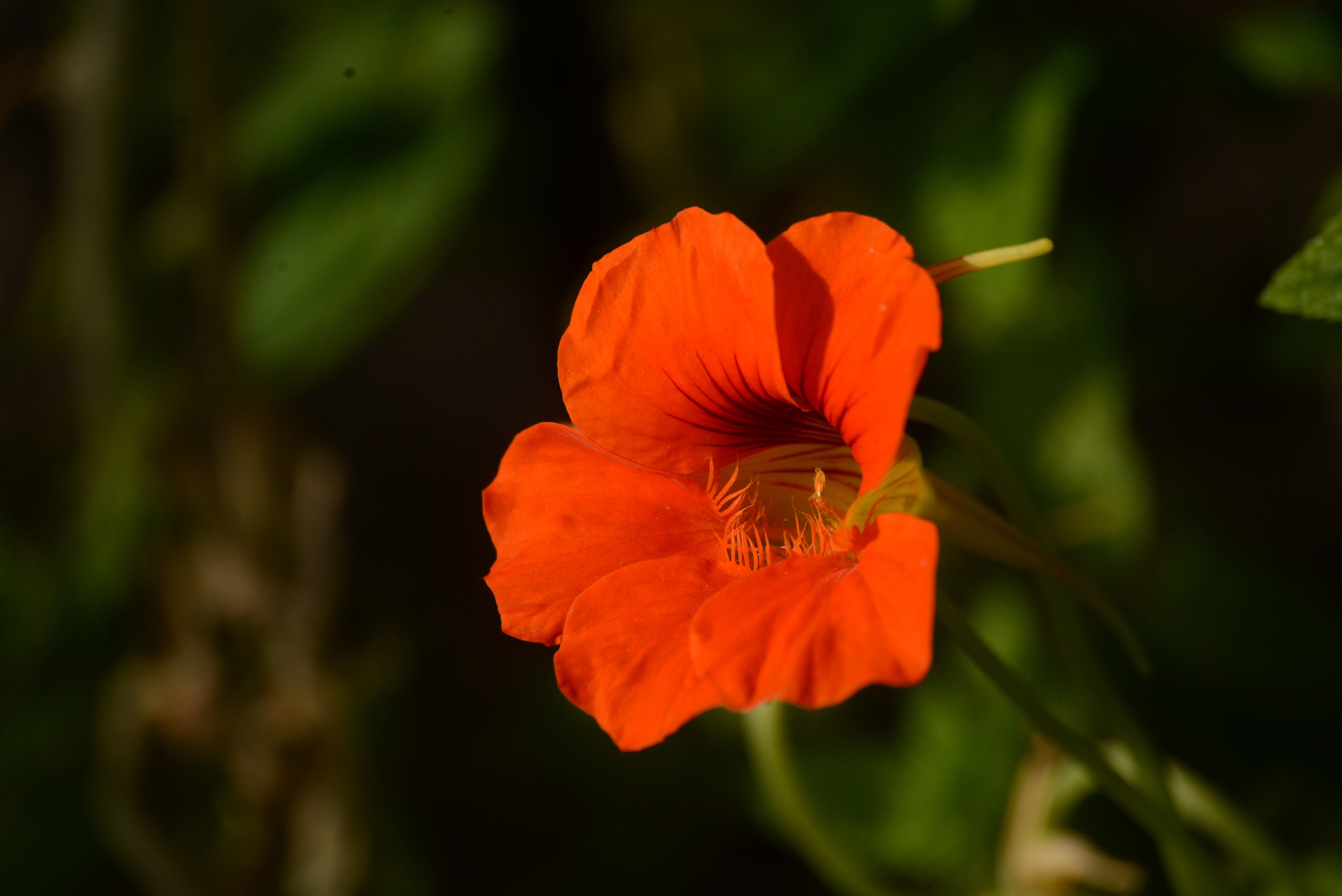
Fiore del nasturzio
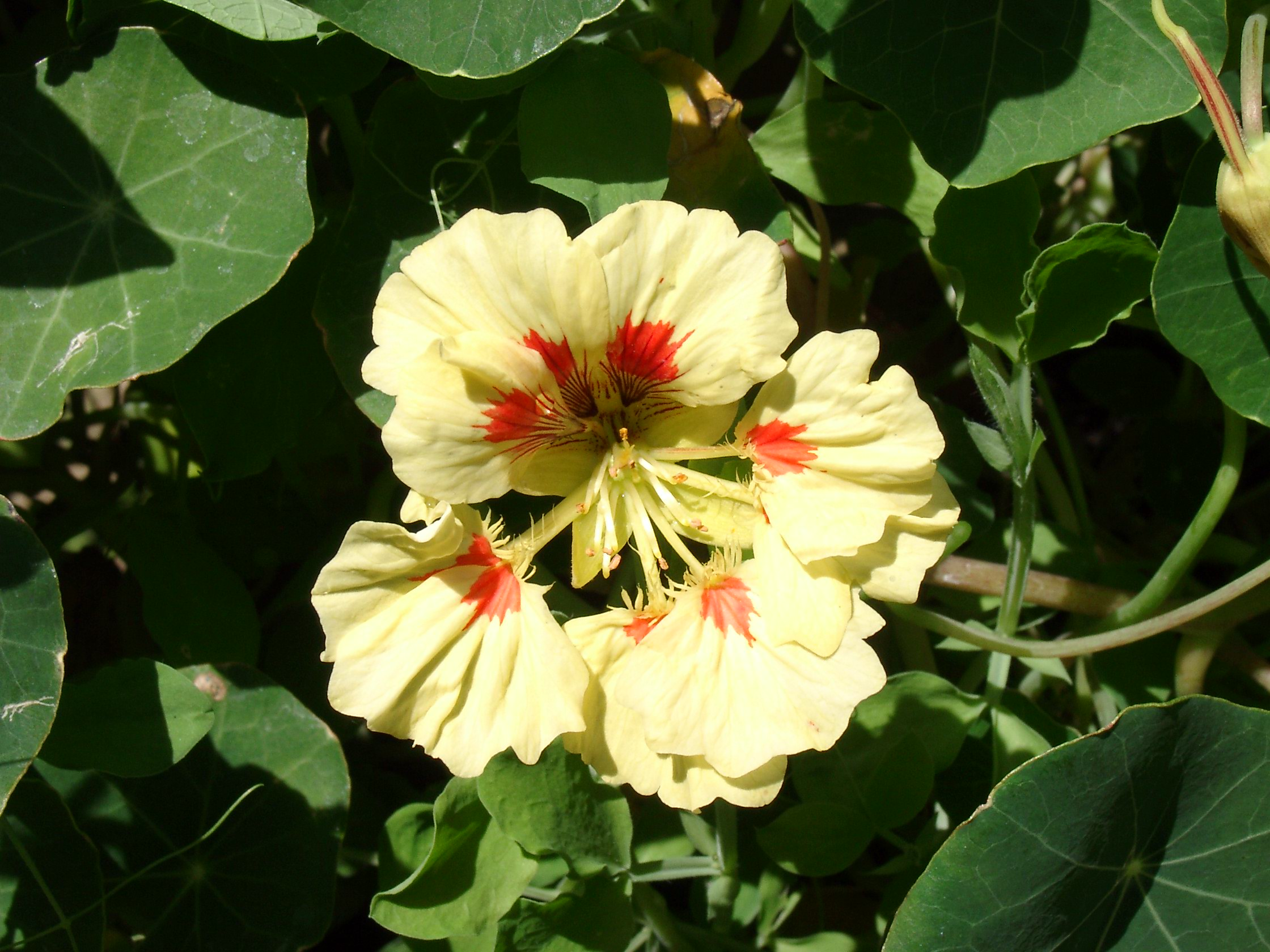
Fiore del nasturzio
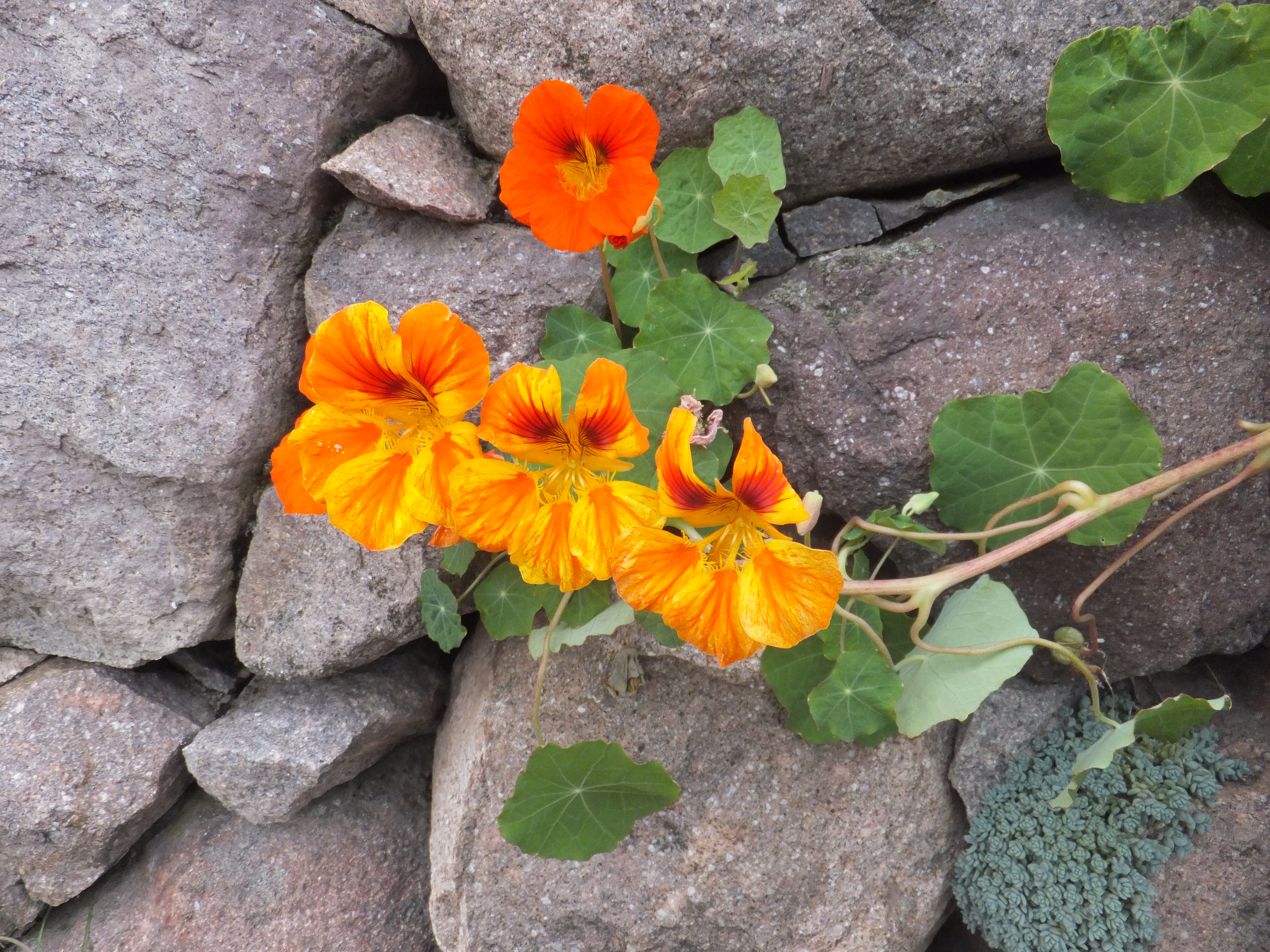
Nasturzio selvatico cresciuto su una roccia
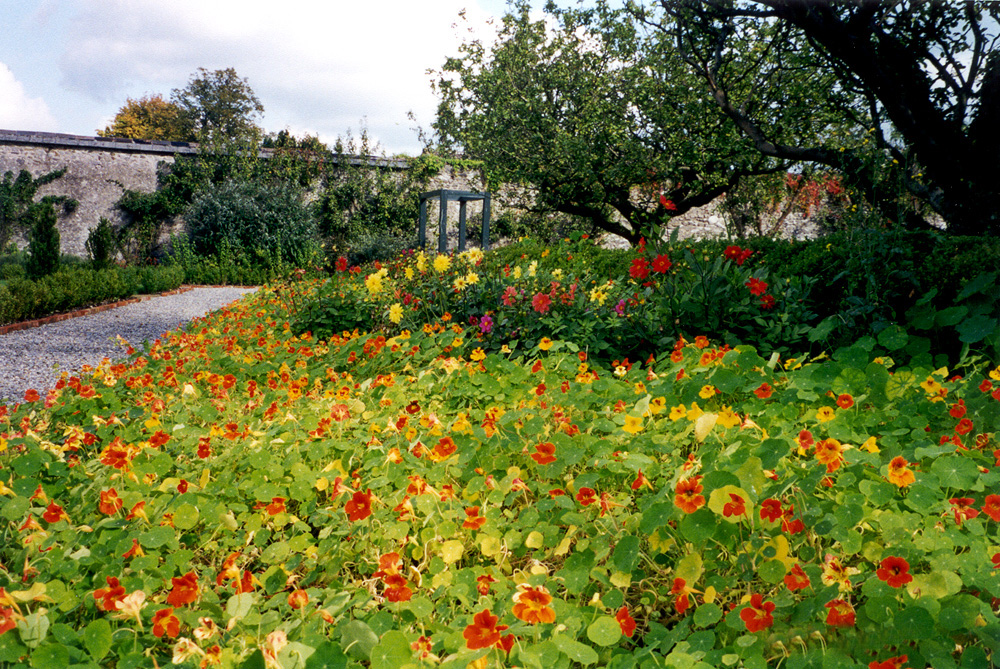
Nasturzi in fiore a Kilkenny, Irlanda
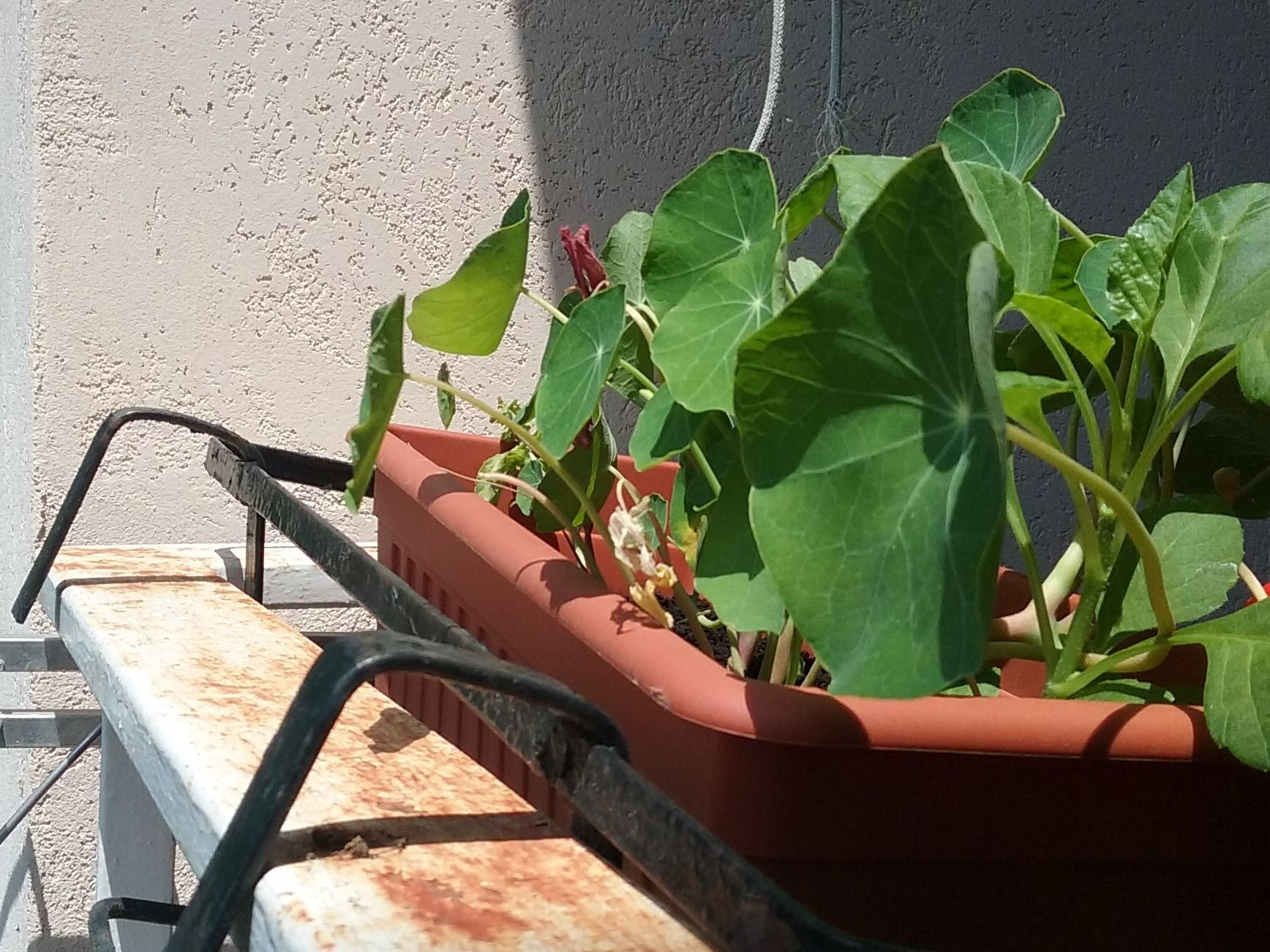
Varietà nana del nasturzio che cresce all'interno di un vaso
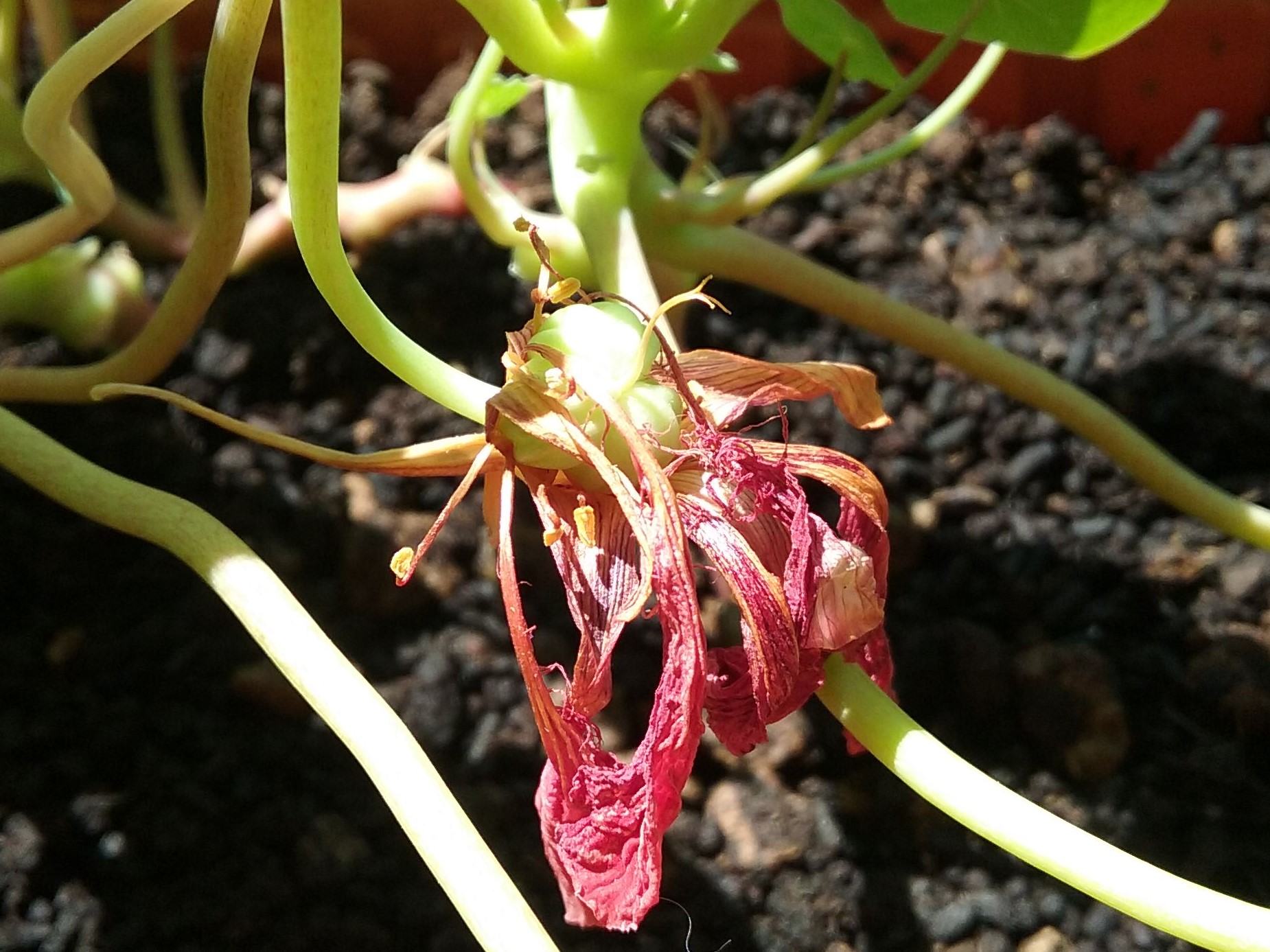
Semi di nasturzio ancora in crescita
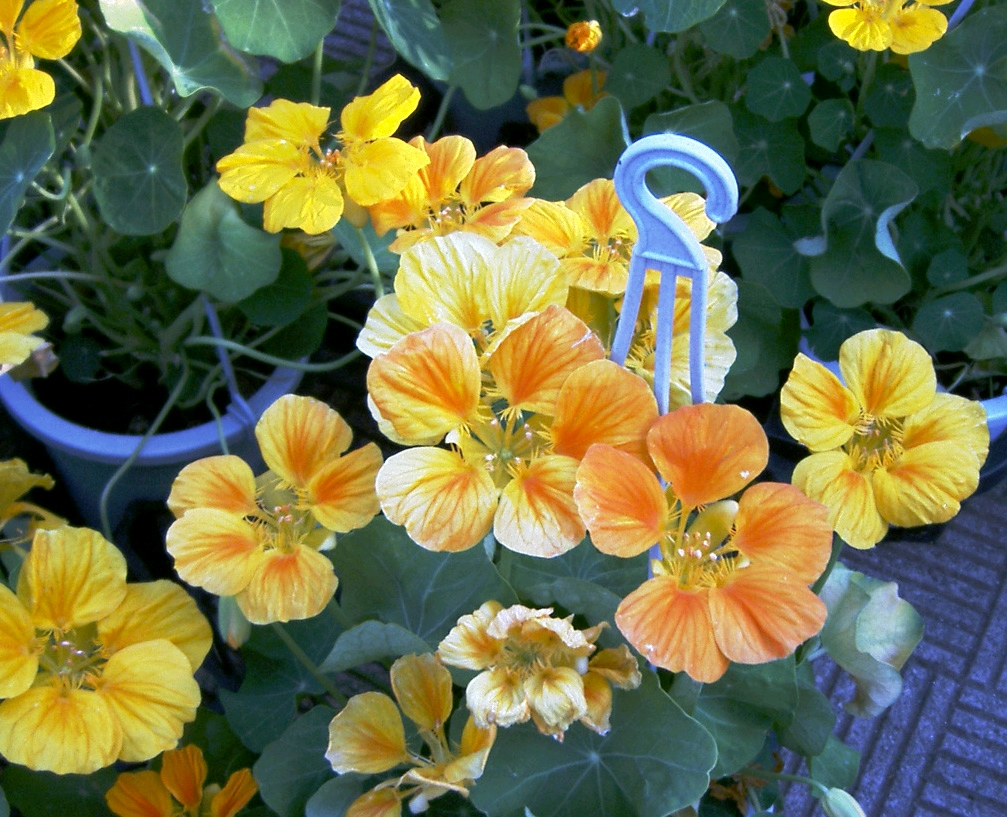
Nasturzi in un vaso
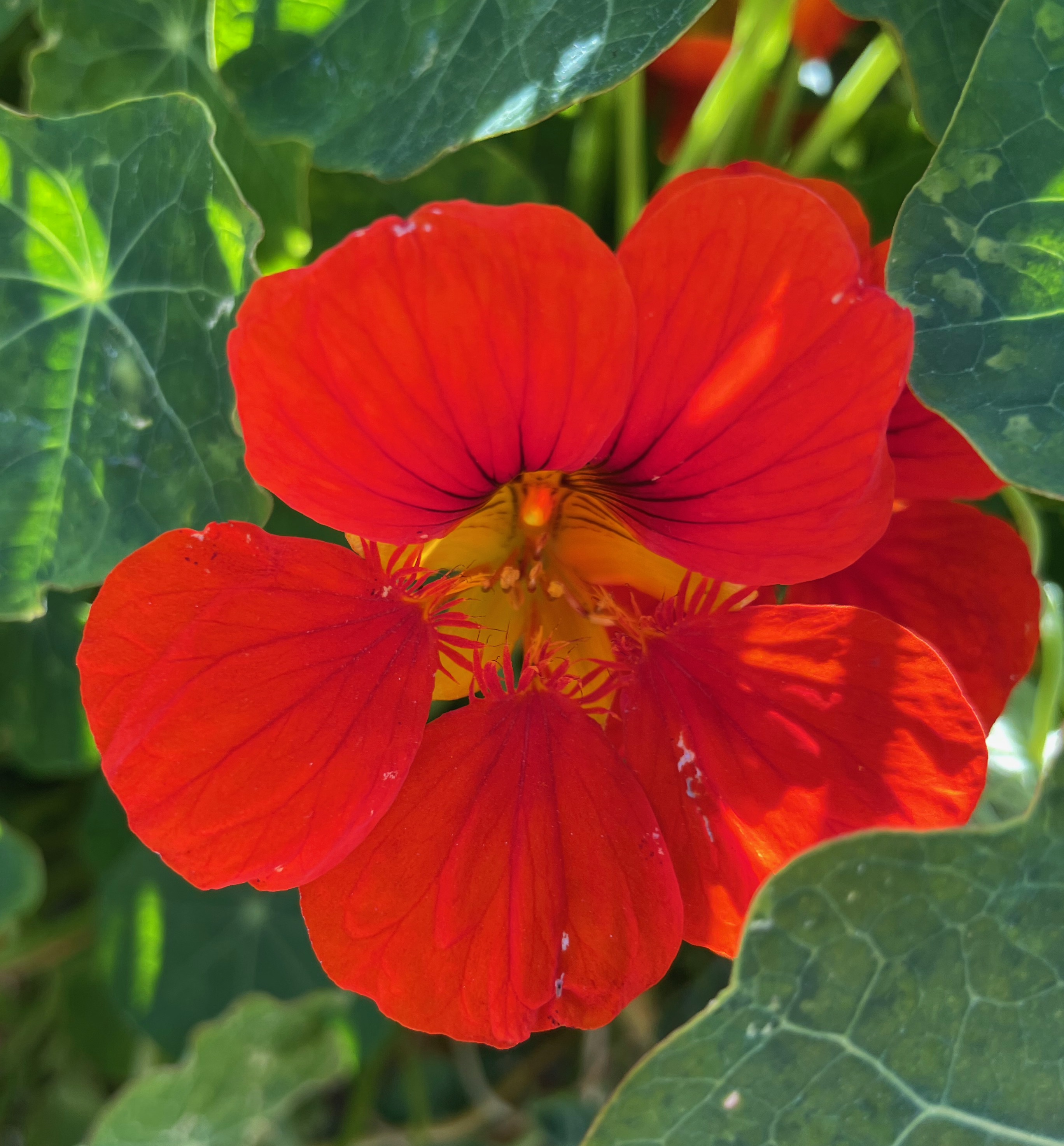
Nasturzio al Cass House Garden, Cayucos, California
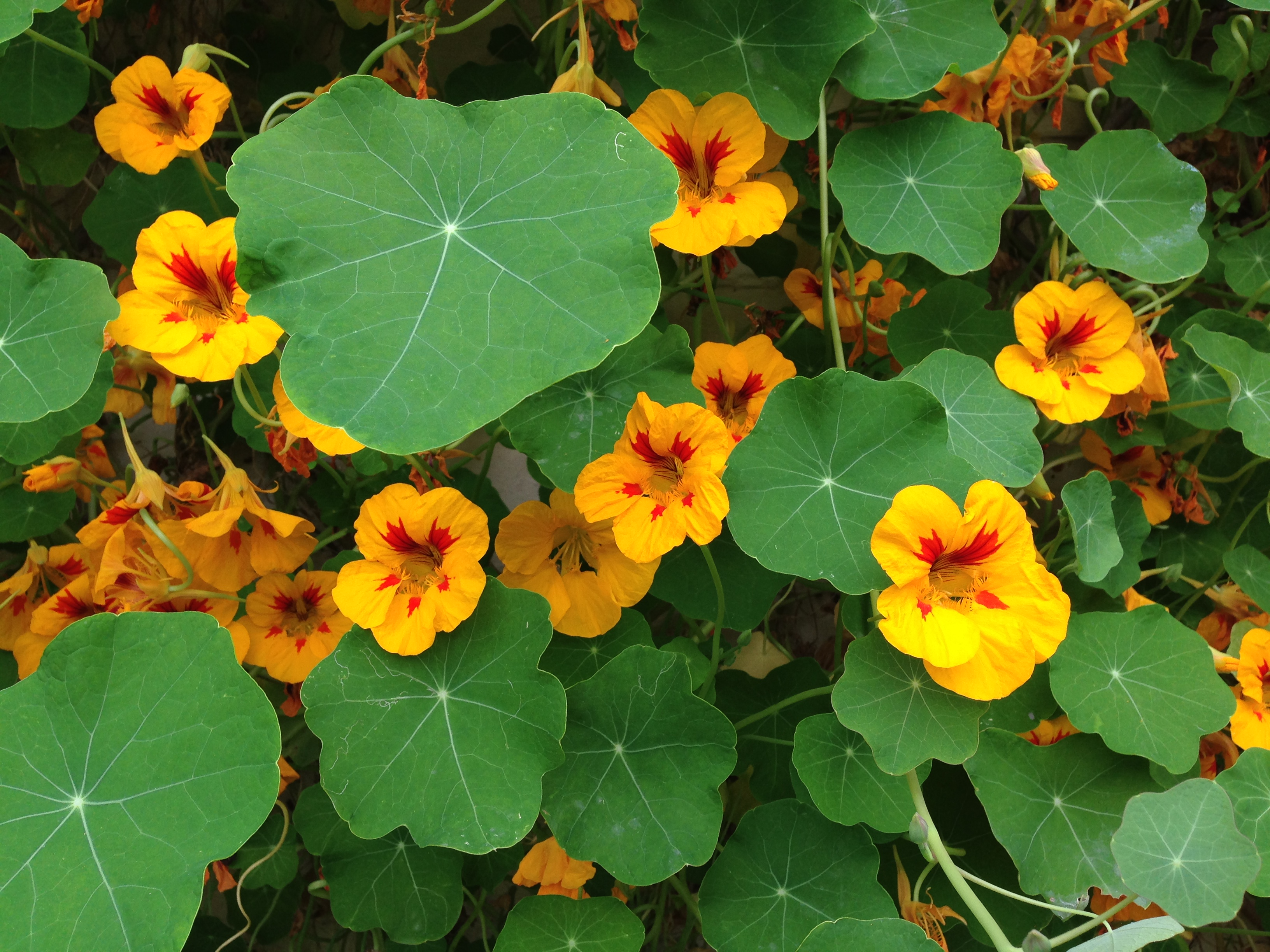
Un'aiuola di nasturzi in fiore, con petali gialli e rossi
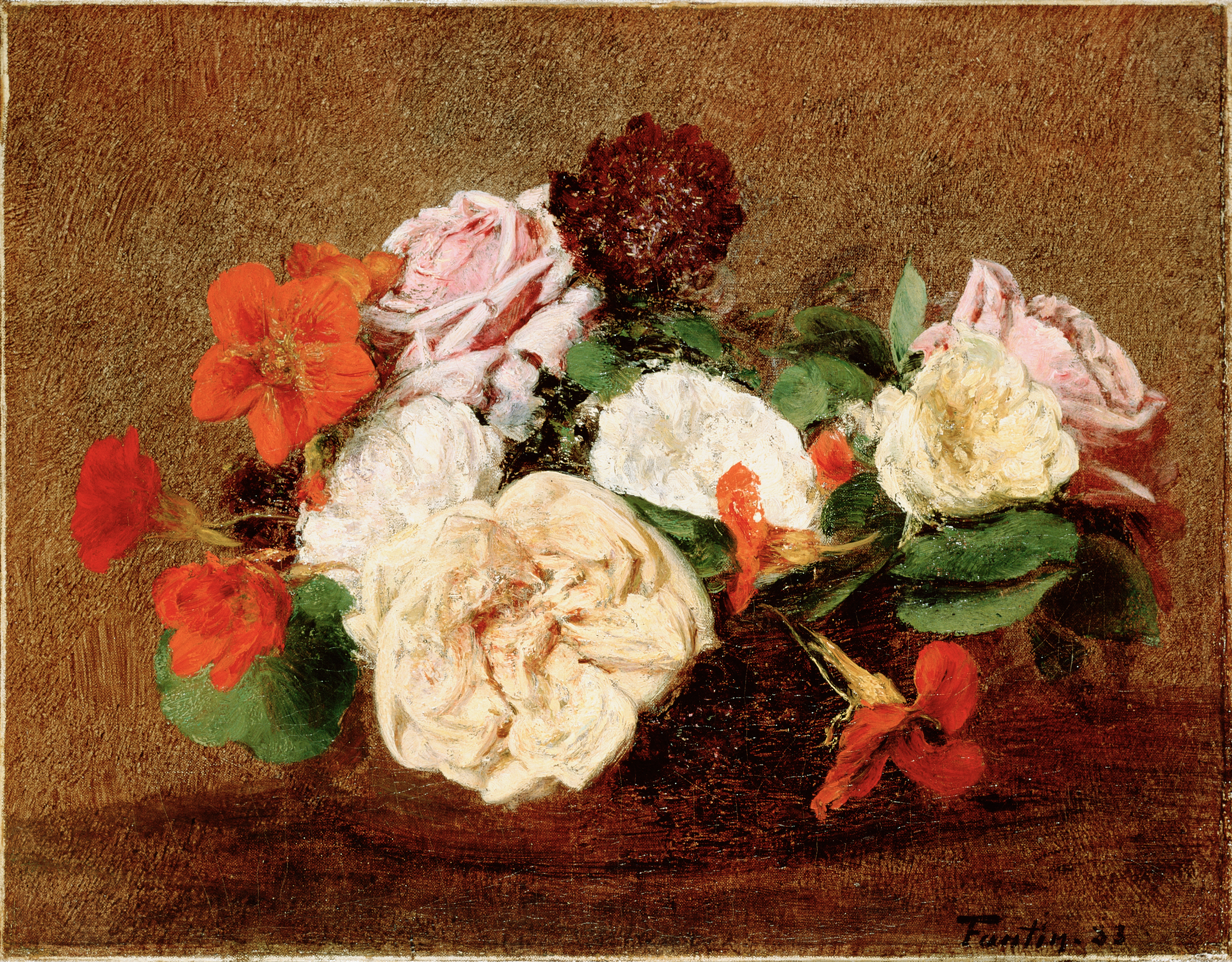
Rose e nasturzi in un vaso di Henri Fantin-Latour